# Радослав Байчев
Радослав Байчев е български футболист и треньор. Футболист на Созопол в Югоизточна Трета лига. 

## Футболна кариера
Роден е на 22 март 1993 година. Син е на нападателя Мирослав Байчев, двукратен шампион с „Левски-Спартак“ (София) и „Етър“ (Велико Търново).
Приет е в Академията на „Ред Бул Залцбург“, където изкрава една година и после се мести в академията на „Капфенберг Шпортферайн“.
Има брат Венелин който е бивш вратар на „Криглах“ и има лиценз за футболен съдия .